# نیکول فانتین
نیکول فانتین (فرانسوی: Nicole Fontaine‎; ۱۶ ژانویهٔ ۱۹۴۲ – ۱۷ مهٔ ۲۰۱۸) سیاستمدار، و وکیل اهل فرانسه و یکی از حامیان سرسخت اتحادیه اروپا بود.
نیکول فانتین، دومین زنی بود که ریاست پارلمان اتحادیه اروپا را بر عهده گرفت. او از سال ۱۹۹۹ تا ۲۰۰۲ رئیس مجلس این اتحادیه بود. از جامعه جهانی خواست تا به وضعیت نگران کننده حقوق بشری در افغانستان توجه کند. در آوریل ۲۰۰۱، از احمد شاه مسعود، فرمانده ائتلاف ضد طالبان موسوم به ائتلاف شمال و وزیر دفاع وقت افغانستان، دعوت کرد تا در مجلس اتحادیه اروپا سخنرانی کند.
خانم فانتین برای دو سال به عنوان وزیر صنعت فرانسه نیز کار کرد.
هفته‌نامه اکونومیست چاپ لندن در سال ۱۹۹۹ او را به عنوان "یک ائتلاف‌ساز، اجماع‌گرا و میانجی عالی نه تنها در داخل فرانسه بلکه در تمام دهلیزهای سیاست در اروپا" توصیف کرد.
خانم فانتین یکی از مخالفان شدید خروج بریتانیا از اتحادیه اروپا بود و با این وجود گفته بود که تصمیم خروج این کشور از اتحادیه اروپا برایش غیرمنتظره نبود.
وی همچنین برندهٔ جوایزی همچون لژیون دونور (شوالیه) شده‌است.
در سن ۷۶ در فرانسه درگذشت.
امانوئل مکرون، رئیس جمهوری فرانسه در واکنش به درگذشت خانم فانتین در بیانیه‌ای گفت: "او ۳۵ سال عمرش را برای پروژه اروپا مبارزه کرد."